# Uyar (Azerbaiyán)
Uyar (en azerí: Ucar) es una localidad de Azerbaiyán, capital del raión homónimo.
Se encuentra a una altitud de 17 m sobre el nivel del mar. 

## Demografía
Según estimación 2010 contaba con 17 042 habitantes.